# یوجین ویدمن
یوجین ویدمن (انگلیسی: Eugen Weidmann; ۵ فوریهٔ ۱۹۰۸ – ۱۷ ژوئن ۱۹۳۹) قاتل زنجیره‌ای اهل رایش آلمان که در ژوئن ۱۹۳۹ با گیوتین در فرانسه اعدام شد، او آخرین فردی بود در ملاء عام در فرانسه اعدام شد.

## اوایل زندگی
ویدمن در فرانکفورت در خانواده یک تاجر متولد شد و در آنجا به مدرسه رفت. او در آغاز جنگ جهانی اول برای زندگی با پدربزرگ و مادربزرگش فرستاده شد. در این مدت شروع به دزدی کرد. بعداً در بیست سالگی، پنج سال را به دلیل سرقت در زندان زاربروکن گذراند.
ویدمن در طول مدتی که در زندان بود با دو مرد آشنا شد که بعدها آنها شریک جرم او شدند: راجر میلیون و ژان بلان. پس از آزادی از زندان، آنها تصمیم گرفتند با همکاری یکدیگر گردشگران ثروتمندی را که از فرانسه بازدید می‌کردند، ربوده و پول آنها را بدزدند. آنها برای این منظور ویلایی در سنت کلود در نزدیکی پاریس اجاره کردند.

## قتل‌ها
اولین تلاش آنها برای آدم‌ربایی با شکست مواجه شد زیرا قربانی آنها مقاومت زیادی کرد و آنها را مجبور کرد که او را رها کنند. در ژوئیه ۱۹۳۷، آنها تلاش دوم را انجام دادند، ویدمن با ژان دی کوون، رقصنده ۲۲ ساله نیویورکی که به دیدن عمه اش آیدا ساکهیم در پاریس می‌رفت، آشنا شد. دی کوون که تحت تأثیر آلمانی قدبلند و خوش تیپ قرار گرفته بود، به یکی از دوستانش نوشت: «تازه با یک آلمانی جذاب و با هوش تیز آشنا شدم که خود را زیگفرید می‌نامد. شاید من به نقش واگنری دیگری بروم - چه کسی می‌داند؟ فردا در ویلای او در مکانی زیبا در نزدیکی عمارت معروفی که ناپلئون به ژوزفین داده‌است، می‌روم. در طول ملاقات آنها سیگار کشیدند و «زیگفرید» یک لیوان شیر به او داد. دی کوون با دوربین جدیدش از ویدمن عکس گرفت (که بعدها این تصاویر در کنار جسدش یافته شدند). ویدمن سپس او را خفه کرد و در باغ ویلا دفن کرد. او ۳۰۰ فرانک پول نقد و ۴۳۰ دلار چک مسافرتی داشت. ساکهیم نامه ای دریافت کرد که در آن ۵۰۰ دلار برای بازگرداندن خواهرزاده اش درخواست می‌کرد. هانری برادر دی کوون بعداً به فرانسه آمد و ۱۰۰۰۰ فرانک جایزه از طرف پدرش، آبراهام، برای اطلاعاتی که موجب یافته شدن زن جوان می‌شد پیشنهاد کرد.
در اول سپتامبر همان سال، ویدمن راننده‌ای به نام جوزف کوفی را استخدام کرد تا او را به ریویرای فرانسه براند، جایی که در جنگلی خارج از تورز، او به پشت گردن کوفی شلیک کرد و او را به قتل رساند و ماشین و ۲۵۰۰ فرانک او را دزدید. قتل بعدی در ۳ سپتامبر، پس از اینکه ویدمن و میلیون، جانین کلر، یک پرستار خصوصی را با یک پیشنهاد شغلی به داخل غاری در جنگل فونتنبلو فریب دادند، رخ داد. ویدمن با شلیک گلوله مرگبار دیگری به پشت گردن کلر را کشت و سپس ۱۴۰۰ فرانک و یک حلقه الماس از او را به سرقت برد. در ۱۶ اکتبر، میلیون و ویدمن با یک تهیه‌کننده تئاتر جوان به نام راجر لبلند ملاقاتی ترتیب دادند و قول دادند که در یکی از نمایش‌های او سرمایه‌گذاری کنند. در عوض، ویدمن به پشت سر او شلیک کرد و کیف پولش را که حاوی ۵۰۰۰ فرانک بود، دزدید. در ۲۲ نوامبر، ویدمن، فریتز فرومر، جوان آلمانی را که در زندان با او آشنا شده بود، به قتل رساند و اموال او را به سرقت برد. جسد او در زیرزمین خانه سنت کلود که جسد دی کوون در آنجا دفن شده بود به خاک سپرده شد. پنج روز بعد، ویدمن آخرین قتل خود را انجام داد. ریموند لزوبر، یک مشاور املاک، در حالی که او را در اطراف خانه ای در سنت کلود نشان می‌داد، به شکل مورد علاقه قاتل یعنی اصابت گلوله کشته شد. پنج هزار فرانک از او مورد ربایش قرار گرفت.

## دستگیری
افسران Sûreté، به رهبری بازرس جوانی به نام پریمبورگن، در نهایت ویدمن را از کارت ویزیتی که در دفتر لزوبر گذاشته بود در یک ویلا ردیابی کردند. ویدمن با رسیدن به خانه اش، دو افسر را دید که منتظر او بودند. پس از دعوت آنها به داخل، برگشت و سه بار با تپانچه به سمت آنها شلیک کرد. اگرچه آنها غیر مسلح بودند، این افسران مجروح توانستند ویدمن را با کشتی گرفتن دستگیر کنند و با چکشی که اتفاقاً در همان نزدیکی بود، او را بیهوش کنند.
ویدمن، همکاری زیادی با پلیس کرد و به همه قتل‌های خود اعتراف کرد، اما تنها قتلی که برای آن ابراز پشیمانی کرد، قتل دختر آمریکایی بود. گزارش شده‌است که او با گریه گفت: "او آرام بود و به من شکی نداشت. . . . وقتی به گلویش رسیدم، مثل یک عروسک پایین رفت.»
ویدمن و میلیون حکم اعدام گرفتند، بلان به بیست ماه زندان محکوم شد و تریکو تبرئه شد. حکم میلیون بعداً به حبس ابد تبدیل شد.

## اجرا
در ۱۷ ژوئن ۱۹۳۹، ویدمن بیرون از زندان سن پیر در ورسای سر بریده شد. «رفتار هیستریک» تماشاگران آنچنان بود که آلبرت لبرون ، رئیس‌جمهور فرانسه، بلافاصله همه اعدام‌های عمومی در آینده را ممنوع کرد. (اعدام با گیوتین تا آخرین اعدام حمیده جندوبی در ۱۰ سپتامبر ۱۹۷۷ از دید عموم ادامه یافت)